# Islands flag
Islands flag er nationalflaget for Island. Det er blåt med et rødt kors med hvidt omrids der når til flagets kant. Den lodrette del af korset er flyttet mod stangsiden, på samme måde som i det danske flag.

## Betydning
Matthías Þórðarson (doktor i oldtidskundskab og nordiske sprog fra Københavns Universitet) er designet af flaget og ifølge hans ide repræsentere farverne søen rundt om landet (blå), isen i gletsjerne (hvid) og ilden fra vulkanerne (rød).